# Genesis (nau espacial)
Genesis va ser una sonda espacial de retorn de mostres de tipus Discovery de la NASA que va recollir una mostra de vent solar i va ser enviada a la Terra per a l'anàlisi. Va ser la primera missió de retorn de mostres de la NASA per retornar material des del Programa Apollo, i el primer a retornar material de més enllà de l'òrbita de la Lluna. Genesis va ser llançada el 8 d'agost de 2001, i va aterrar/impactar a Utah el 8 de setembre de 2004, després d'un error de disseny va impedir el desplegament del seu paracaigudes de frenada. L'accident va contaminar molts dels recol·lectors de mostres, i encara que la majoria es van veure danyats, alguns dels recol·lectors van ser recuperats amb èxit.
L'equip científic de la Genesis va demostrar que es podria eliminar o evitar la contaminació, i que el vent solar es podria analitzar mitjançant diversos enfocaments, aconseguint tots els objectius científics més importants de la missió.